# أنتوني ستيوارت (لاعب كرة قدم)
أنتوني ستيوارت (بالإنجليزية: Anthony Stewart) (18 سبتمبر 1992 في المملكة المتحدة - ) هو لاعب كرة قدم بريطاني في مركز الدفاع. لعب مع نادي كرو ألكساندرا وويكمب وندررز.

## وصلات خارجية
- أنتوني ستيوارت على موقع قاعدة بيانات كرة القدم.إي يو (الإنجليزية)
- أنتوني ستيوارت على موقع Soccerbase.com (لاعب) (الإنجليزية)
- أنتوني ستيوارت على موقع Soccerway.com (الإنجليزية)